# 홍다구
홍다구(洪茶丘, 1244년 ~ 1291년)는 고려 말기 원종, 충렬왕 때 부원(附元) 분자로 원나라의 장수다. 원나라에 귀화하여 고려를 공격하는데 가담하였으며 1274년 10월의 1차 일본원정, 1277년 2차 일본원정에 참여하였다.
인주도령 홍후의 6대손으로 본관은 남양이다. 후일 충혜왕의 후궁이 되는 화비 홍씨의 재종조부가 된다.

## 생애

### 가문
본관은 남양이고 홍복원의 아들이다. 본명은 홍준기(洪俊奇), 몽골식 이름은 차르구(察爾球)이며, 본관은 당성(唐城, 현재의 남양(南陽))이다. ‘다구’라는 이름은 어릴 적 이름이다.
고려개국공신 홍은열의 후손으로, 인주도령을 지낸 홍후의 6대손이다. 5대조 유기는 삼중대광, 고조부 홍덕은 인주도령, 증조부 홍제선도과 할아버지 홍대순은 모두 한때 인주도령을 역임하기도 했다.
몽골에 투항한 대선(大宣)의 손자이며 함께 몽골로 투항하여 고려 침략을 도왔던 복원(福源)의 아들로, 몽골에서 태어났다.
부원 통치
어려서 종군하여 쿠빌라이의 총애를 받았으며, 1261년(원종 2년)에 부친의 관직인 관령귀부고려군민총관(管領歸附高麗軍民摠管)을 승계하였다. 1269년, 고려의 당시 국왕이었던 원종이 임연(林衍)을 제거하고자 원나라에 군사 요청을 했을 때 고려에 들어왔다. 이때 봉주(鳳州) 둔전총관부(屯田總管府)에 군을 주둔하면서 고려의 부원 세력의 중심으로 올라섰다.

### 삼별초의 난과 일본 원정
그 뒤 삼별초의 난이 일어났을 때 지휘했고, 1274년에 소용대장군안무사고려군민총관(昭勇大將軍安撫使高麗軍民總管)이 되어 일본 원정을 준비했으며, 10월 여몽연합군의 일본 원정에 출정하였다. 그해 동정우부도원수(東征右副都元帥)가 되어 동료 흔도와 고려인 김방경(金方慶)과 함께 일본 원정에 참여했으나, 실패로 끝나자 1275년에 다시 원나라로 돌아갔다. 동년, 위득유(韋得儒)가 주장인 좌군사(左軍使) 김신(金侁)이 태풍으로 물에 빠져 죽었는데, 김신을 구하지 못한 책임으로 김방경의 탄핵을 받아 파직되었다. 1277년에 김방경에게 반감을 품던 중랑장 노진의(盧進義)ㆍ김복대(金福大) 등과 모의하여 김방경이 왕과 공주 및 다루가치(達魯花赤)를 제거하고 강화에 들어가 반역을 꾀한다며 무고하는 일이 벌어지자 홍다구는 고려로 돌아와 김방경을 고문하며 사건을 확대시켜 고려를 위태롭게 했지만, 충렬왕의 무죄 항변과 적극적인 외교 활동으로 쿠빌라이의 소환을 받아 원나라로 돌아갔다.

### 2차, 3차 일본 원정
1281년 2차 일본 원정에 나섰으나 태풍으로 실패하고 회군하였다.
1283년에 원나라가 3차 일본 원정을 추진하자 용호위상장군정동행성우승(龍虎衛上將軍征東行省右丞)이 되어 고려에 입국, 고려 반대를 무릅쓰고 일본 원정을 강행했지만 또 다시 실패하여 곧 원나라로 돌아갔다. 1284년 재차 일본 원정을 계획했으나 원 조정 내부 문제로 무산되었고, 1287년, 원나라에서 발생한 나얀(乃顔)의 반란을 진압하여 요양행성우승(遼陽行省右丞)이 되었다.

### 말년
이후 원나라에서 활동하였다. 1290년, 숙환으로 일단 사직했으나 내안의 잔당인 합단(哈丹)이 고려를 침략하자 요양행성의 관리로 재등용되었지만, 1291년에 죽었다.

## 기타
아들 홍중희(洪重喜)는 씨족원류에 이름만 전하고 행적은 전하지 않는다.
동생 홍군상(洪君祥)이 고려에 있었으나 그의 후손들의 존재는 미상이다.
사촌형제 홍선(洪詵)의 손녀이자 5촌 조카인 평리(評理) 홍탁(洪鐸)의 딸이 충혜왕의 후궁 화비 홍씨(和妃洪氏)가 된다.

## 홍다구가 등장하는 작품

### 드라마
- 『호조 토키무네』 (2001년, NHK 대하드라마) - 오키나카 에이

## 같이 보기
- 홍복원
- 흔도
- 김방경
- 원나라의 일본 원정
- 우천석
- 홍대순

## 참고 문헌
- 고려사